# Marianne Eggerickx
Marianne Eggerickx est une actrice belge, née le 3 mai 1950 à Léopoldville (Congo belge).

## Biographie
La brève carrière de Marianne Eggerickx s'est déroulée pour l'essentiel en France au début des années 1970.

## Filmographie

### Cinéma
- 1971 : L'Homme au cerveau greffé de Jacques Doniol-Valcroze : Marianne Marcilly
- 1972 : Faustine et le bel été de Nina Companeez : Ariane
- 1972 : L'Ingénu de Norbert Carbonnaux : Mlle de Saint-Yves
- 1973 : La Vie facile de Francis Warin : Gisèle
- 1973 : Le monde était plein de couleurs d'Alain Périsson : Catherine
- 1973 : L'Ombre d'une chance de Jean-Pierre Mocky : Odile
- 1974 : Glissements progressifs du plaisir d'Alain Robbe-Grillet : Claudia
- 1974 : Le Passager de Geoffrey Reeve: Cécile
- 1974 : Comme un pot de fraises film de Jean Aurel: Amandine

### Télévision
- 1973 : Pierre et Jean de Michel Favart : Mme Rosémilly
- 1973 : Le Masque aux yeux d'or de Paul Paviot : Moussia Bashkirtseff
- 1974: Les Cinq Dernières Minutes de Claude Loursais: Si ce n'est toi (épisode 59)